# Jan Trukan
Jan Trukan (ur. 3 czerwca 1937 w Duniłowiczach, zm. 9 sierpnia 2010 w Warszawie) – generał dywizji Wojska Polskiego.

## Życiorys
W latach 1957–1960 studiował w Oficerskiej Szkole Uzbrojenia w Olsztynie. Na stopień podporucznika promowany w roku 1960. Pierwsze stanowisko służbowe objął w Centrum Szkolenia Specjalistów Artylerii w Bemowie Piskim, gdzie przez cztery lata był starszym instruktorem (od 1963 roku w stopniu porucznika).
We wrześniu 1964 roku został skierowany na studia zawodowe do Wojskowej Akademii Technicznej w Warszawie. Po ich ukończeniu w 1968 roku i mianowaniu na stopień kapitana, powrócił do Centralnego Ośrodka Służby Uzbrojenia i Elektroniki, gdzie objął stanowisko wykładowcy cyklu uzbrojenia, a rok później wykładowcy cyklu taktyki. Po skończeniu w roku 1973 Akademii Sztabu Generalnego WP został zastępcą kierownika cyklu taktyki COSUiE (w tym samym roku awansował na stopień majora), a rok później kierownikiem tego cyklu. W 1977 roku awansował na stopień podpułkownika.
W latach 1980–1981 odbył praktykę na stanowisku zastępcy dowódcy 12 Dywizji Zmechanizowanej - szefa służb technicznych. W 1981 roku otrzymał awans na stopień pułkownika. W latach 1982–1986 był szefem Służby Uzbrojenia i Elektroniki Warszawskiego Okręgu Wojskowego. W roku 1984 ukończył Podyplomowe Studia Operacyjno-Strategiczne w ASG WP.
W 1986 roku powrócił do Olsztyna na stanowisko komendanta Centralnego Ośrodka Szkolenia Służby Uzbrojenia i Elektroniki. W 1989 roku objął funkcję szefa Służb Technicznych - zastępcy dowódcy Warszawskiego Okręgu Wojskowego. W 1992 roku został mianowany na stopień generała brygady i wyznaczony na zastępcę szefa Inspektoratu Logistyki Sztabu Generalnego WP. W 1995 roku otrzymał awans na stopień generała dywizji.
Zawodową służbę wojskową zakończył w kwietniu 1997 roku.
Uhonorowany m.in. Krzyżami Oficerskim (1997) i Kawalerskim Orderu Odrodzenia Polski.
Pochowany na cmentarzu Powązki Wojskowe w Warszawie (kwatera FIII-14-7). Był żonaty i miał dwoje dzieci.

## Awanse
- generał dywizji - 1995
- generał brygady - 1992